# Ribécourt-Dreslincourt
Ribécourt-Dreslincourt település Franciaországban, Oise megyében. Lakosainak száma 3809 fő (2022. január 1.). Ribécourt-Dreslincourt Cambronne-lès-Ribécourt, Cannectancourt, Chiry-Ourscamp, Machemont, Montmacq, Pimprez és Ville községekkel határos.

## Népesség
A település népessége az elmúlt években az alábbi módon változott:
| Lakosok száma | 3851 | 3779 | 3955 | 3748 | 3724 | 3705 | 3683 | 3746 | 3809 |
|               | 2013 | 2015 | 2016 | 2017 | 2018 | 2019 | 2020 | 2021 | 2022 |